# フェアチャイルドセミコンダクター
フェアチャイルドセミコンダクター (Fairchild Semiconductor International, Inc.) は、かつて存在したアメリカ合衆国の半導体メーカー。世界で初めて半導体集積回路の商業生産を開始した企業である。後に同社からは様々な人材が独立、幾つかはインテルを始めとする世界的な半導体メーカーへと成長していった。2016年にオン・セミコンダクターによって買収された。

## 概要
カリフォルニア州サンノゼを本拠地とし、1957年創業。世界初の商用集積回路を実現し（ただし、テキサス・インスツルメンツとほぼ同時期）、1960年代のシリコンバレー革命の主役の一社となった。一時期シュルンベルジェに買収され、ナショナル セミコンダクターに売却された後、1997年にスピンアウトして独立企業に戻った。
サンノゼのほかに、ユタ州ウェストジョーダン、ペンシルベニア州マウンテントップ、韓国の富川市、マレーシアのペナン州、中国の蘇州市、フィリピンのセブなどに拠点がある。また、インドのプネーにデザインセンターがある。

## 歴史

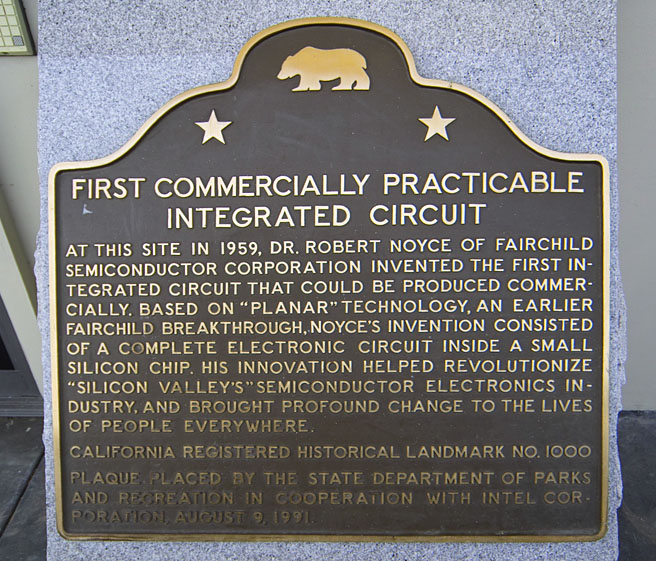
「8人の反逆者」がフェアチャイルドを創業し、世界初の商用集積回路を生み出した場所を示す記念碑

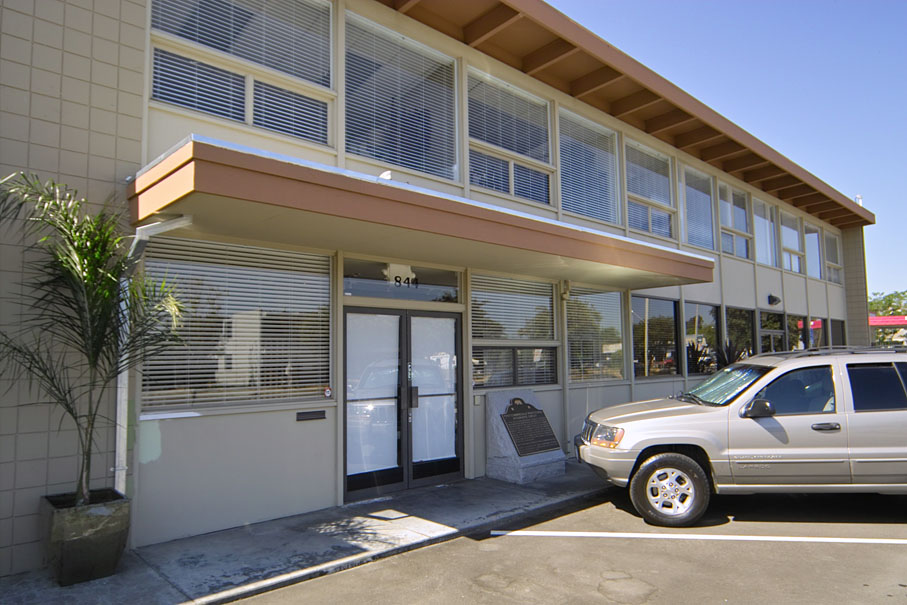
パロアルトにあるフェアチャイルド創業時の建物。玄関脇に上掲の記念碑がある。

1955年、ウィリアム・ショックレーはマウンテンビューにてショックレー半導体研究所を設立し、かつて働いていたベル研究所の同僚を雇おうとしたが、ついて来る者はいなかったため、代わりに新卒の若者を雇うことになる。この中に、後にフェアチャイルドセミコンダクターを設立するメンバーがいた。
ショックレーは経営者として、また人格的にも問題のある人物であり、しばしば部下や出資者と衝突を起こした。1957年9月に、突然にこれまで開発を続けてきたシリコントランジスタの開発を放棄してショックレーが高速動作が見込まれると主張する新型の四層ダイオード(ショックレーダイオード)の開発に転換しようとした。
我慢しきれなくなったジャン・ヘルニ、ジュリウス・ブランク、ヴィクター・グリニッチ、ユージーン・クレイナー、ゴードン・ムーア、シェルドン・ロバーツ、ジェイ・ラスト、ロバート・ノイスら8人が反発して、彼ら自身でプロジェクトを起こすために出資者を探した。後に、彼らは「8人の反逆者 (Traitorous Eight)」として知られるようになった。まもなく、シャーマン・フェアチャイルドが率いる軍と関係の深いフェアチャイルド・カメラ・アンド・インスツルメンツ社が出資者となった。1957年9月18日に研究所を辞め、フェアチャイルド・セミコンダクターが設立された。フェアチャイルドは、半導体材料としてはゲルマニウムが一般的だった中で、シリコントランジスタの設計製造を開始した。
シャーマン・フェアチャイルドによれば、ロバート・ノイスの熱のこもったプレゼンテーションが出資の決め手だったという。ノイスは、材料費がほとんどかからないということでシリコンの使用を主張していた。ノイスはまた、シリコン半導体は安価に製造できる電子部品となるため、電子部品が故障しても修理しない、家電使い捨て時代が来るという確信を主張したという。
最初のトランジスタは、当時としては目新しい二重拡散法と化学エッチングによるメサ形シリコントランジスタだったが、当時のものは台地型にエッチングしたコレクター - ベース接合部が露出しており金属缶に封じ切っても缶の溶接火花が接合部に「着地」し、トランジスターの機能を損ねるという深刻な問題があった。1958年、プレーナ形シリコントランジスタの製造技術を確立することにより、高性能なトランジスタを安く簡単に製造できるようになった。プレーナ型の登場によって、他の製造技術は過去のものとなった。例えば、フィルコは4000万ドルをかけて点接触型ゲルマニウムトランジスタの工場を建設したが、それが全くの無駄になってしまった。数年のうちに多くの半導体企業がフェアチャイルドを真似たりライセンス供与を受けたりしてプレーナ型へ切り替えていった。ただ後述するようにプレーナ型の製造技術には特許が成立していたため、特許を回避するため別の手法を編み出す企業も多かった（日立製作所のLTPトランジスタ、東芝の完全結晶（PCT）など）。
最初に発売したプレーナ型トランジスタは 2N697（1958年）で（当初はメサ型だった）、大いに売れた。最初の100個はIBMが（軍用であったため金に糸目をつけず）単価150ドルで購入しSAGEの磁気コアメモリ駆動回路に使用された。2年後の1960年、彼ら（特にロバート・ノイス）はシリコンウェハー上で4つのトランジスタから成る回路を形成することに成功した。これが最初のシリコンによる集積回路である。これによりいわゆる「プレーナー特許」が成立し、こんにち主流のいわゆる「モノリシックIC」とされる、半導体単結晶のチップ上に回路を作り込む技術の基礎が完成された。なお、テキサス・インスツルメンツのジャック・キルビーは1958年9月12日にゲルマニウム集積回路を作っており、特許（いわゆるキルビー特許）も申請済みだった。フェアチャイルドセミコンダクターは社員数12人から12,000人となる急成長を遂げ、年商も間もなく1億3000万ドルに達した。

### 1960年代

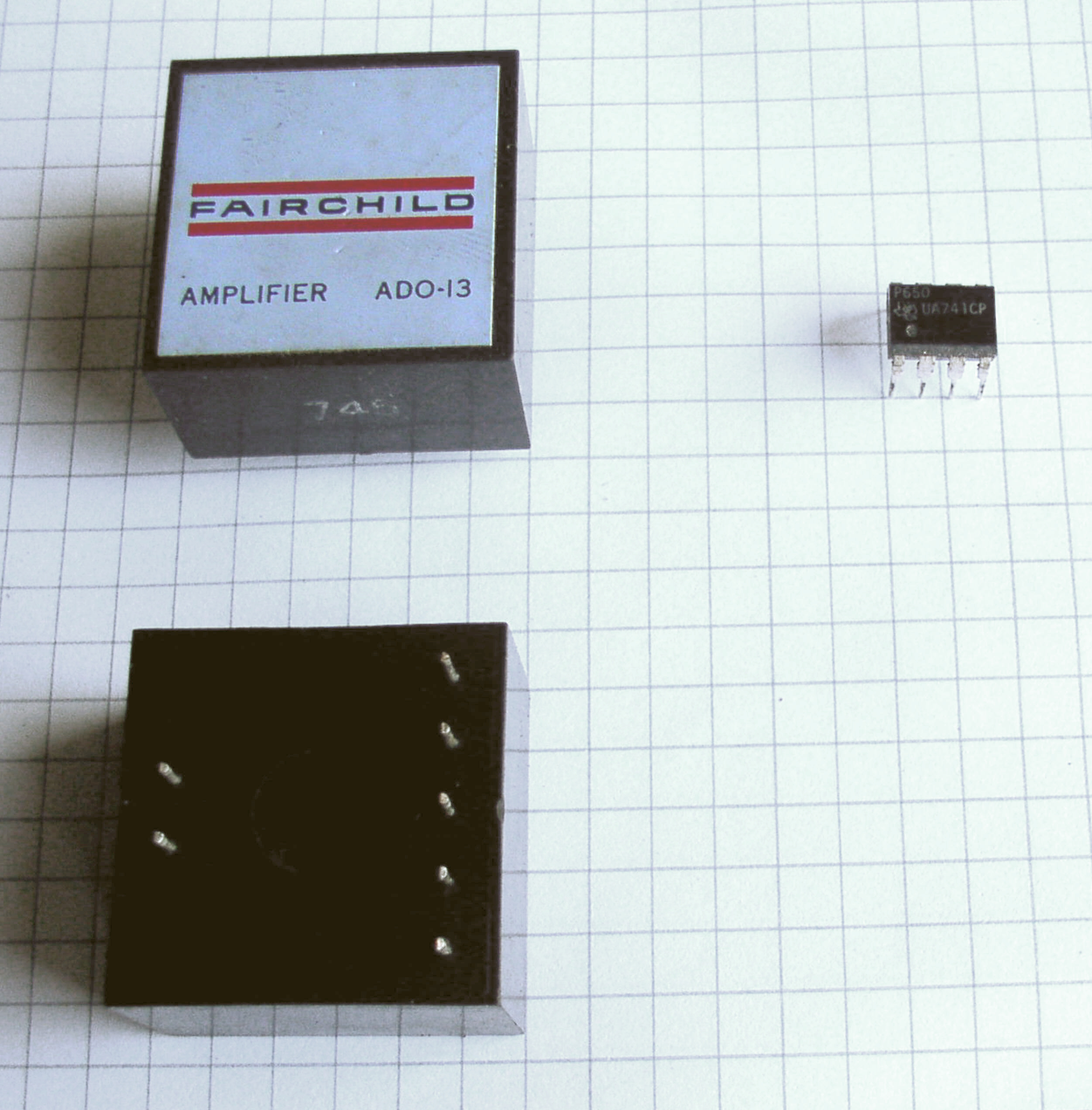
フェアチャイルド製オペアンプ ADO-13 (1968)

1960年代になると、RCAやベル研究所で先駆的研究が行われていたMOSFETの研究開発を開始。フェアチャイルドはMOS集積回路の開発に成功する。しかし、技術の不安定さを解決できず、MOS集積回路を量産することはできなかった。
1963年ボブ・ワイドラーが入社し、アナログオペアンプの設計を行った。フェアチャイルドの製造技術はデジタル回路向けに最適化されていたため、ワイドラーは半導体技術者のデイブ・タルバートと共同でオペアンプ開発にあたった。その成果が2つの画期的なオペアンプ μA702 と μA709 である。これによりフェアチャイルドはアナログ集積回路市場をリードするようになる。1968年にはベストセラーとなる μA741 が発売された。
1965年には、フェアチャイルドの半導体製造における技術革新で半導体素子の低価格化が進み、アメリカ合衆国内で黒字の半導体メーカーはフェアチャイルドだけという状況になった。フェアチャイルドはDTL、オペアンプ、メインフレーム用カスタムチップの市場を独占していた。
デジタル集積回路市場では当初苦戦した。初期のICシリーズはRTLで、アポロ誘導コンピュータでも使われている。インバータを1個のトランジスタと2個の抵抗器だけで構成できるなど、単純さが利点だが、様々な欠点が商用利用を阻んでおり、特に軍用には向いていなかった。RTLはわずか100ミリボルトのノイズまでしか許容できず、あまりにも許容範囲が狭すぎた。フェアチャイルドがノイズマージンの広いDTLに移行するまで、しばらく時間がかかった。
フェアチャイルドの売り上げは毎年倍増していき、1960年代半ばには親会社の総売り上げの3分の2を占めるようになった。1966年時点で、半導体業界の1位はテキサス・インスツルメンツ、2位はフェアチャイルド、3位はモトローラとなっていた。ノイスは副社長となり、フェアチャイルドセミコンダクターの事実上の責任者となった。
しかし1967年、収益が低下し、フェアチャイルドの内部問題が表面化しはじめた。半導体業界は新興企業との競争が激化しつつあった。フェアチャイルドセミコンダクターはカリフォルニアのマウンテンビューとパロアルトに本拠地があったが、ニューヨーク州の本社（親会社）に経営陣がおり、半導体部門が売り上げの大部分を占めているにもかかわらず、経営陣がカリフォルニアを訪れるのは年に1回程度だった。当時の社長ジョン・カーターは全ての利益を採算が取れていないベンチャー企業の買収に回していた。
ノイスはシャーマン・フェアチャイルドの一派と対立していた。ノイスの部下で製造部門責任者のチャールズ・スポークなど多くの管理職が、半導体部門の利益でベンチャー買収を続ける経営陣に幻滅していた。半導体部門の管理職はストックオプションの割り当てでも差別されていた。1967年3月、スポークはナショナル セミコンダクターにヘッドハンティングされる。スポークはそのとき4人のフェアチャイルド社員を連れて行った。実はそれ以前にスポークの部下だったピエール・ラモンがイギリスのPlesseyに移籍するという話を進めていて、スポークにも声をかけていたが、先にナショナルセミコンダクターに移っていたワイドラーとタルバートに誘われてナショナルセミコンダクターに目を向けることになったのである。ワイドラーとタルバートは少し前に Molectro という企業に移り、Molectro がナショナルセミコンダクターに買収されていた。
1967年秋、1958年以来初の赤字に転落し、過剰設備投資の400万ドル控除を含む760万ドルの損失を計上した。配当金は前年の1株3ドルから0.5ドルに下がり、株価も半分に落ち込んだ。1967年12月、取締役会はカーターに不採算ベンチャーを全て売却するよう命じた。これに対してカーターは突然辞任を表明した。
さらにテキサス・インスツルメンツがTTL集積回路をリリースし、フェアチャイルドのDTL集積回路は時代遅れとなった。
カーターの後任は当然ノイスだと見られていたが、取締役会は彼を選ばなかった。シャーマンが取締役会を誘導してリチャード・ホジスンが社長に就任。数カ月後、ノイスが経営委員会を結成してホジスンを辞任させると、シャーマン・フェアチャイルドはノイス以外の新CEOを探し始めた。それを察知したノイスは研究開発部門責任者だったゴードン・ムーアと新会社を創業する計画を慎重に進めた。1968年、2人はフェアチャイルドを辞めてインテルを創業。間もなくアンドルー・グローヴを引き抜き、同時にフェアチャイルドの研究所で生まれた革新的なMOSシリコンゲート技術 (SGT) を入手した。MOS-SGTを生み出したのはフェデリコ・ファジンである。フェアチャイルドでは、SGTが単に高速・高信頼・高密度の集積回路製造技術というだけでない可能性を秘めていることは、すぐには理解されなかった。例えば、CCDイメージセンサ、DRAM、EPROMやフラッシュメモリなどの不揮発性メモリもMOS-SGTが基盤となっている。インテルはSGTをメモリ開発にすぐさま応用した。フェデリコ・ファジンはフェアチャイルド内で不満を溜め、1970年にインテルに移り、SGTを使った最初のマイクロプロセッサ設計に携わることになった。インテルの出資者としては、ホジスンとフェアチャイルド創設メンバー5人が名を連ねている。
シャーマン・フェアチャイルドは、モトローラの半導体部門責任者だったレスター・ホーガンを新社長に迎え入れた。ホーガンはモトローラから数百人の管理職を引き抜き、フェアチャイルド経営陣を完全に刷新した。
ホーガンによる経営刷新は従業員全体の士気低下を招き、多くの従業員が退職して新会社を設立する方向にむかうことになった。
創業当初からの従業員の多くが1960年代にフェアチャイルドを離れ、「フェアチルドレン」と呼ばれる多くの企業を創業し、1970年代にそれら企業が活躍した。創業メンバーで最後まで残っていたのがロバート・ノイスとゴードン・ムーアだった。彼らが去った時点でフェアチャイルドの成長を支えた頭脳が全て失われてしまった。
当時のフェアチャイルドの広告は、シリコンバレー各社のロゴのコラージュで、"We started it all."（私たちが全てを始めた）という言葉が添えられていた。

### 1970年代

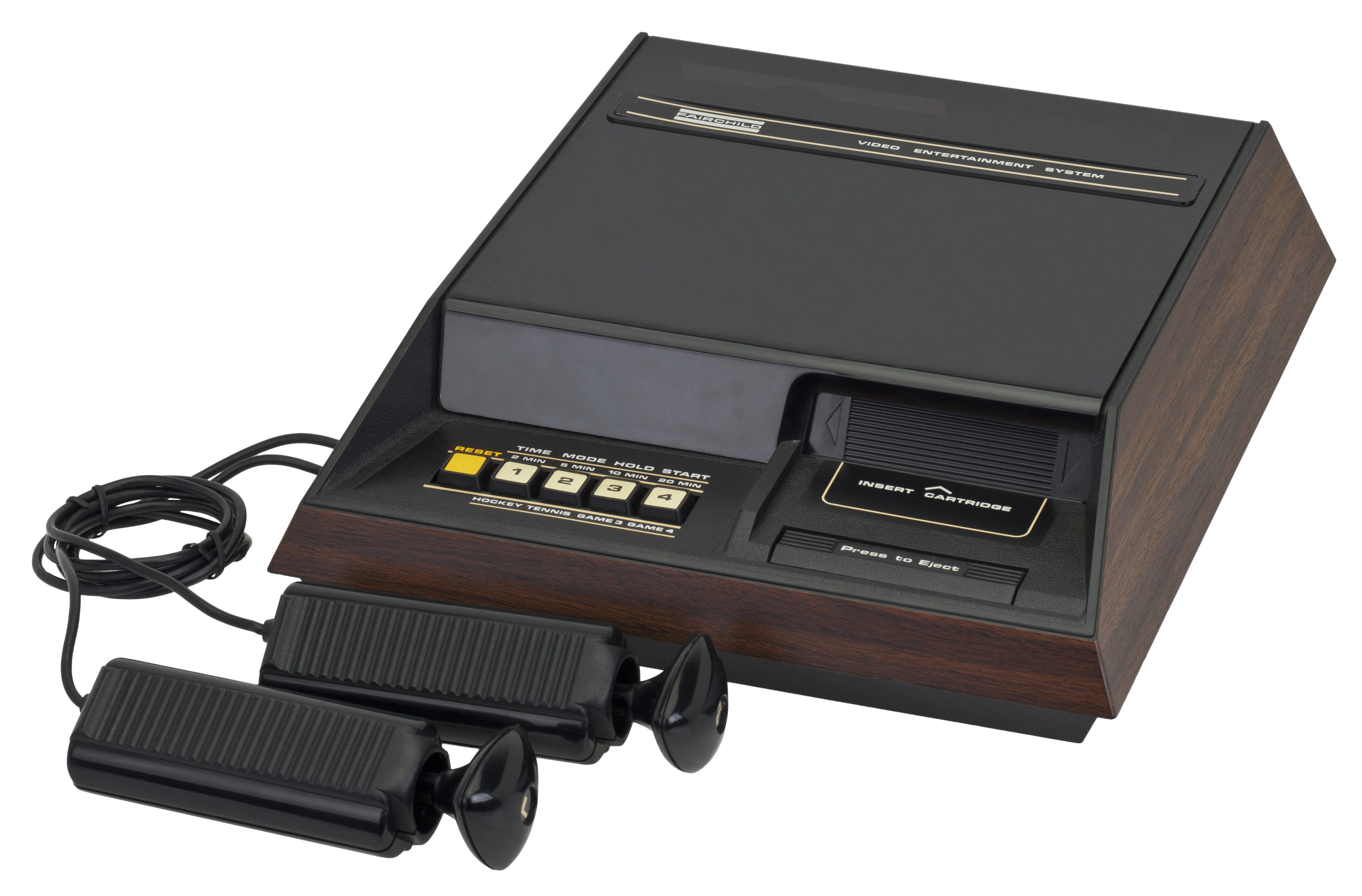
フェアチャイルドのゲーム機「チャンネルF」

ホーガンがモトローラから大量に引き抜きを行ったことで、モトローラがフェアチャイルドを訴えたが、1973年にフェアチャイルドに有利な判決が下った。判事は判決で、引き抜いた結果フェアチャイルドが躍進したという事実もなく、損害は「どんな理論でも」評価不可能だと述べた。ホーガンは翌年社長を辞任したが、副会長として残った。
1973年、ベル研究所で発明されたCCDイメージセンサを世界で初めて発売。デジタルイメージセンサは今も子会社 Fairchild Imaging の製品として製造され続けている。そのころオイルショックによる景気後退があり、フェアチャイルドも大打撃を受けた。
インテルが8ビットマイクロプロセッサ8008を発表すると、フェアチャイルドでもF8という8ビットマイクロプロセッサを開発したが、アーキテクチャが特殊だったため失敗に終わっている。
1976年、ROMカートリッジを採用したテレビゲーム機 Fairchild Video Entertainment System (VES) を発売。後にチャンネルFと改称し、当初は成功を収めたが、Atari 2600 Video Computer System (VCS) が発売されると急速に売れなくなった。
1970年代の終わりには生産すべき新製品がなくなり、軍用や航空宇宙分野向けの特別な集積回路に集中するようになる。赤字が続いたが、特許のライセンス収入がかろうじて会社を支えていた。
1979年、親会社が油田サービス企業シュルンベルジェに4億2500万ドルで買収される。そのころ、フェアチャイルドの主要な収入源だった特許は期限切れの時期に達していた。

### 1980年代
1980年、シュルンベルジェはフェアチャイルド研究所に人工知能研究部門 (Fairchild Laboratory for Artificial Intelligence Research, FLAIR) を創設。1985年には、シュルンベルジェ・パロアルト研究所 (SPAR) として独立させた。
1980年代には、研究部門が32ビットRISCアーキテクチャであるClipperアーキテクチャを開発。1986年にはC100というチップをリリースした。この技術は後に主な顧客だったインターグラフに売却された。
シュルンベルジェは1987年、フェアチャイルドをナショナル セミコンダクターに2億ドルで売却した。この売却には、半導体試験装置 (ATE) を設計・製造していた部門が含まれていない。

### 1990年代
1990年代前半、ナショナルセミコンダクターのCEOギル・アメリオは製品を、大量生産され利益率が低い製品（メモリなど）を扱う Standard Products グループと、高付加価値で高利益率の製品を扱う Communications & Computing グループに分けた。前者の方が景気などに影響されやすいが、ナショナルセミコンダクターがもともと得意とする分野だった。アメリオが製品をグループ分けしたのは、利益率の低い製品ラインを切り離す可能性を考えてのことである。後任のCEOブライアン・ハラは、それら利益率の低い製品部門をフェアチャイルド部門とし、カーク・ポンドを責任者とした。
1997年、フェアチャイルド部門を新たなフェアチャイルドセミコンダクターとして独立させ、カーク・ポンドをCEOとし、メイン州サウスポートランドに本社を置いた。
1997年3月11日、ナショナルセミコンダクターはベンチャーキャピタルの支援の下で、フェアチャイルド経営陣にフェアチャイルドを5億5000万ドルで買い取らせることを発表。結果、アメリオが利益率が低い製品としてグループ分けした製品のほとんどがナショナルセミコンダクターから切り離されることになった。
この再創業では、サウスポートランド以外のかつてのフェアチャイルドの施設はナショナルセミコンダクターが受け継ぎ、かつてのナショナルセミコンダクターの（特に不便な場所にある）一部施設をフェアチャイルドが受け継ぐという形態だった。
1997年11月27日、レイセオンの半導体部門を1億2000万ドルの現金で取得することを発表。買収は1997年12月31日に完了した。
1999年8月、ニューヨーク証券取引所に再上場を果たした。フェアチャイルドセミコンダクターの所在地であるメイン州サウスポートランドは、世界で最も長く半導体を生産し続けている場所である。
1997年にナショナルセミコンダクターから独立すると、電力効率の高い高性能製品の分野で市場をリードするようになっている。ポータブル機器、通信機器、コンピュータ、工業用機器や自動車向けの低消費電力型の集積回路を幅広く扱っている。

### 2000年以降
2001年3月19日、インターシルの電力用半導体素子部門を約3億3800万ドルの現金で取得したと発表。これにより、パワーMOSFETの世界シェア第2位（20%）となった。この市場の規模は30億ドルで、前年の成長率は40%だった。インターシルの創業は1967年で、フェアチャイルドの創業メンバー Jean Hoerni が創業者である。インターシルもフェアチャイルド同様、一時期他の会社の傘下にあって、後に再結成された経緯がある。
2001年9月6日、サンノゼの Impala Linear Corporation を約600万ドル（株と現金）で取得。こちらは、携帯機器での電力用半導体素子を専門とする企業である。
2004年1月9日、CEOのカーク・ポンドはボストン連邦準備銀行のディレクターに選ばれ、3年間任務につくことになった。
2005年4月13日、新CEOにマーク・トンプソン（前製造・テクノロジー担当執行副社長）が就任。カーク・ポンドは取締役会長に就任したが、2006年3月15日の株主総会で会長退任を表明。マーク・トンプソンが会長となった。
2007年、フェアチャイルドセミコンダクターは創立50周年を迎えた。
2007年9月1日、高周波半導体メーカー Anadigics がフェアチャイルドの高周波設計チームを230万ドルで取得。
2011年4月、炭化ケイ素を使ったパワートランジスタのメーカー TranSiC を取得した。
2015年11月、オン・セミコンダクターがフェアチャイルドセミコンダクターを24億ドルで買収することで合意したと発表した。
2016年1月5日、フェアチャイルドセミコンダクターはオン・セミコンダクターを上回る額を提示した中国の投資家グループを「優位」と表明して同社株価が暴騰した。しかし、同年2月16日にフェアチャイルドセミコンダクターは対米外国投資委員会（CFIUS）に認可されない可能性を理由に中国企業側の買収提案支持を撤回した。1986年に日本の富士通がフェアチャイルドセミコンダクターの買収を試みた際にもアメリカ合衆国議会とCFIUSに阻止された前例があった。

## 出身者
- ロバート・ノイス（インテル共同創業者、同CEO）
- ゴードン・ムーア（インテル共同創業者、同名誉会長）
- アンドルー・グローヴ（インテル3番目の社員、同CEO）
- ギル・アメリオ（半導体業界の「再建屋」、ナショナルセミコンダクターCEOを経てApple ComputerCEO）
- フェデリコ・ファジン（インテル初期の5年間、マイクロプロセッサ設計の中心的人物。ザイログ創業者、同CEO）
- ジェリー・サンダース（AMD共同創業者、同CEO）
- フランク・ワンラス（CMOSの発明者）
- ボブ・ワイドラー（オペアンプの「神様」）
- マイク・マークラ（インテルを経て、アップルコンピュータ共同創業者、同CEO）
- ドブ・フローマン（EPROMの発明者）